# Сёренсен, Крис Анкер
Крис Анкер Сёренсен (дат. Chris Anker Sørensen; 5 сентября 1984, Хаммель, Центральная Ютландия — 18 сентября 2021, Зебрюгге, Фламандский регион) — датский профессиональный шоссейный велогонщик, выступавший с 2016 года за команду Arkéa–Samsic.

## Карьера
В августе 2005 года Сёренсен в качестве стажёра присоединился к датской команде Team CSC и сразу же смог выиграть этап на норвежской недельной гонке Ringerike GP. Несмотря на это, следующий сезон он провёл в фарм-клубе основной команды — Team Designa Køkken и лишь в 2007 году стал полноправным членом команды Team CSC. Сразу же Крис Анкер показал себя неплохим горняком, став вице-чемпионом горного зачёта Тура Романдии, а на Вуэльте заняв 19-е место.
Летом 2008 года Крис добыл первую победу в гонке мирового тура, выиграв горный этап на Критериуме ду Дофине. Чуть позднее датчанин принимал участие в пекинской Олимпиаде, заняв 11-е место в групповой гонке и 18-е в гонке с раздельным стартом.
В сезоне 2009 Сёренсен стал вице-чемпионом Дании в групповой гонке и впервые принял участие в Тур де Франс, который он завершил 33-м. В завершении сезона датчанин добыл победу на осенней однодневке Кубок Японии. Следующий сезон не был для Криса особо успешным, но он смог одержать одну из главных побед в своей карьере, первенствовав на восьмом этапе Джиро, завершавшимся подъёмом Монте Терминилло.
В 2011 году Сёренсен наконец-то смог выиграть горный зачёт на гонке Мирового Тура, став лучшим горовосходителем на Туре Романдии. Год спустя он добился аналогичного успеха на Вуэльте Каталонии и подошёл к Тур де Франс в качестве одного из фаворитов горной классификации. До последних этапов датчанин был одним из лидеров гороховой классификации и на равных бился с лидером Томасом Фёклером. Но на 17-м этапе, когда датчанин вновь был в горном отрыве, в переднее колесо его велосипеда попала газета. Сёренсен пытался вытащить её на ходу, но его пальцы попали между спиц и были серьезно повреждены. Несмотря на это повреждение и обильное кровотечение Крис завершил и этап, и Тур в целом, правда, бороться за гороховую майку он не смог, став третьим в этой номинации. Учитывая постоянную активность датчанина и его мужество, жюри приняло решение наградить его по результатам Тура красным номером самого агрессивного гонщика.
В сентябре 2015 года было сообщено, что он покинет Tinkoff-Saxo и продолжил свою карьеру в проконтинентальной команде Fortuneo–Vital Concept.
Погиб 18 сентября 2021 года в ДТП. Инцидент произошел в Бельгии, где Соренсен должен был работать в качестве эксперта для датского телеканала TV2 Sport на чемпионате мира по шоссейным гонкам.

## Достижения
| 2001 3-й на Чемпионате Дании среди Ю-19 2005 1-й на этапе 3 — Гран-при Рингерике 2007 6-й — Тур Германии 1-й на этапе 2 (ТТТ) 2008 1-й на этапе 6 Критериум Дофине (любители) 4-й — Тур Австрии 1-й на этапе 2 2009 1-й — Кубок Японии 2-й — Чемпионат Дании на шоссе | 2010 1-й на этапе 8 — Джиро д’Италия 3-й — Тур Словении 2011 1-й в Горной классификации — Тур Романдии 6-й — Льеж — Бастонь — Льеж 2011 2012 1-й в Горной классификации — Вуэльта Каталонии Самый агрессивный гонщик — Тур де Франс 2013 2-й — Джиро дель Эмилия 2015 1-й : Чемпионат Дании — групповая гонка |

## Выступления на супер-многодневках
| Гонка        | 2007 | 2008 | 2009 | 2010 | 2011 | 2012 | 2013 | 2014 |
| ------------ | ---- | ---- | ---- | ---- | ---- | ---- | ---- | ---- |
| Джиро        | -    | 28   | -    | 27   | -    | -    | -    | сход |
| Тур де Франс | -    | -    | 34   | 69   | 37   | 14   | -    | -    |
| Вуэльта      | 19   | -    | -    | -    | 12   | -    | 18   | 29   |

## Личная жизнь
Спутница жизни Криса Анкера Сёренсена — Мишель. 4 августа 2011 года у пары родилась дочь Лаэрке.